# 早瀨川
早濑川（日语：／）或马特罗斯卡亚河（俄语：Река Матросская）是萨哈林州北库里尔斯克区幌筵岛的河流，源起袴腰山，长8.3公里，流域面积17平方公里，注入幌筵海峡；下游宽10米，深0.5米；流经北库里尔斯克市区。

## 引用
1. ↑  М·Г·瓦西科夫斯基. . 列宁格勒: 气象出版社. 1973 （俄语）.
2. ↑  . Verumwiki.   [2024-02-13]. （原始内容存档于2024-01-03） （俄语）.